# معركة لبنان
معركة لبنان (بالإنجليزية: Battle of Lebanon)‏ هي اشتباك عسكري وقع في يوم 5 يوليو 1863 ، في لبنان ، كنتاكي ، خلال غارة مورغان في الحرب الأهلية الأمريكية ، حيث ان القوات الكونفدرالية تحت العميد. الجنرال جون هانت مورغان ولمدة ست ساعات قاتلت من اجل التغلب على حامية الاتحاد الصغيرة في لبنان قبل أن يتجه مورغان لاحقا بقواته شمالًا ، عبر كنتاكي ، إنديانا ، واجزاء كبيرة من أوهايو .

## روابط خارجية
- مسارات: وفاة توم مورغان